# Barbatovac
Barbatovac (en serbe cyrillique : Барбатовац) est un village de Serbie situé dans la municipalité de Blace, district de Toplica. Au recensement de 2011, il comptait 248 habitants.

## Démographie
| 1948  | 1953  | 1961 | 1971 | 1981 | 1991 | 2002 | 2011 |
| ----- | ----- | ---- | ---- | ---- | ---- | ---- | ---- |
| 1 020 | 1 125 | 947  | 691  | 568  | 424  | 356  | 248  |

|  |